# Partido Salto
Salto ist ein Partido im Norden der Provinz Buenos Aires in Argentinien. Laut einer Schätzung von 2019 hat der Partido 36.440 Einwohner auf 1.630 km². Der Verwaltungssitz ist die Stadt Salto.

## Orte
Salto ist in 6 Ortschaften und Städte, sogenannte Localidades, unterteilt.
- Salto
- Arroyo Dulce
- Inés Indart
- Gahan
- Berdier
- La Invencible